# Oberonia gracilis
Oberonia gracilis är en orkidéart som beskrevs av Joseph Dalton Hooker. Oberonia gracilis ingår i släktet Oberonia och familjen orkidéer. Inga underarter finns listade i Catalogue of Life.